# زندگی عاشقانه (آلبوم برلین)
زندگیِ عاشقانه (انگلیسی: Love Life) سومین آلبوم استودیویی گروه موج نو آمریکایی برلین است که در ۱۲ مارس ۱۹۸۴ توسط گفن رکوردز منتشر شد.